# Respiration cutanée

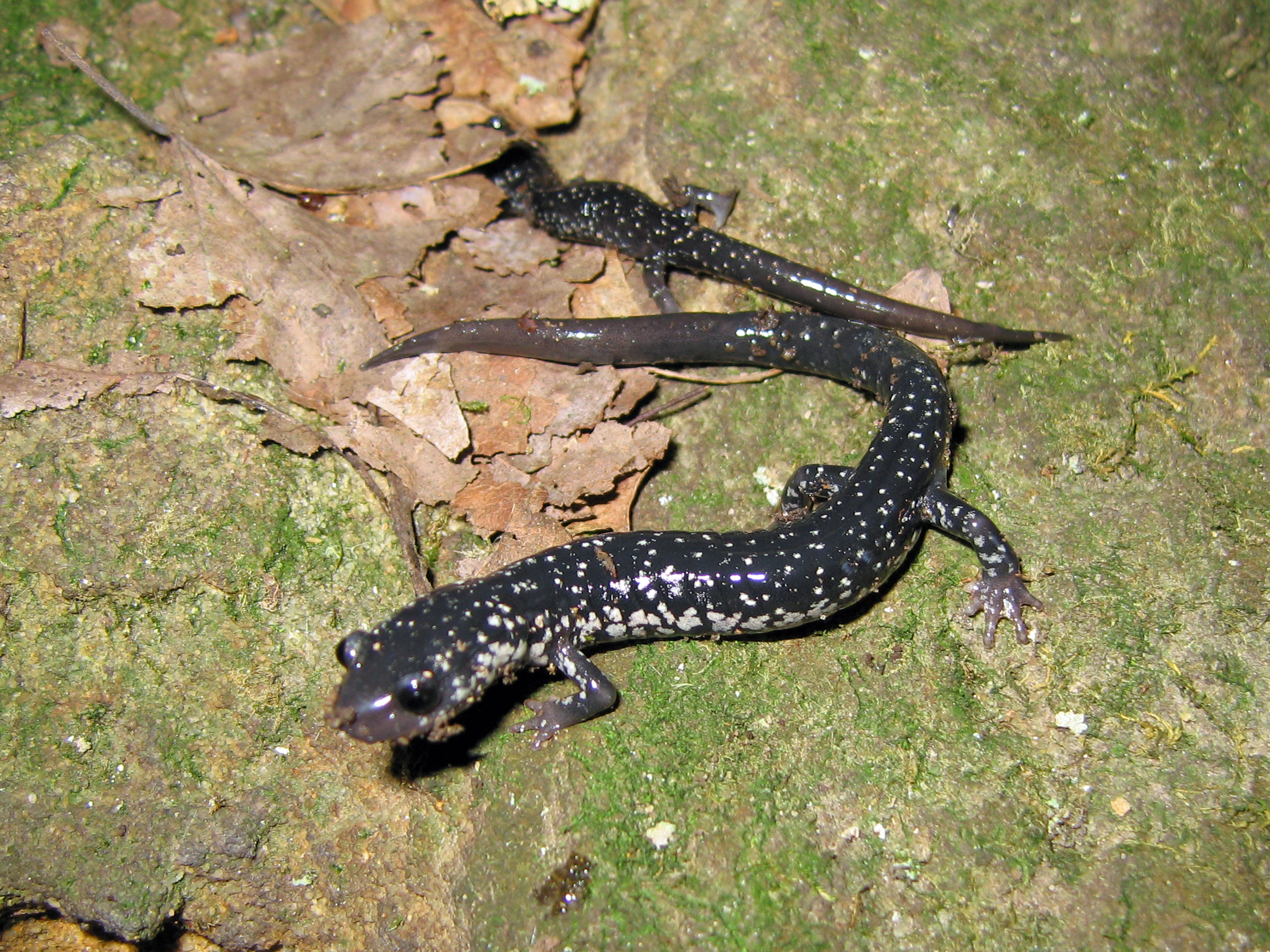
Salamandre gluante (Plethodon glutinosus)

La respiration cutanée ou respiration tégumentaire désigne un processus de respiration de l'organisme à travers la peau : les échanges dioxygène/dioxyde de carbone notamment se font directement. Ce type de respiration complète généralement la respiration pulmonaire ou branchiale
Certains amphibiens, comme la grenouille par exemple, sont dotés de cette faculté : pour pouvoir avoir des échanges au niveau de sa peau, elle est recouverte d'un mucus particulier. En hiver, certaines grenouilles ne respirent que de cette manière lorsqu'elles s'enfouissent sous la vase.
La perméabilité de la peau chez les êtres vivants ainsi concernés permet également la diffusion d'autres produits dans leur organisme, y compris certains produits toxiques.
Ce processus est insignifiant chez l'être humain : les rejets de dioxyde de carbone sont inférieurs à 1 % (ce qui reste un indicateur pour les moustiques) et l'absorption de dioxygène est quasi inexistante.